# Yosef Avidar

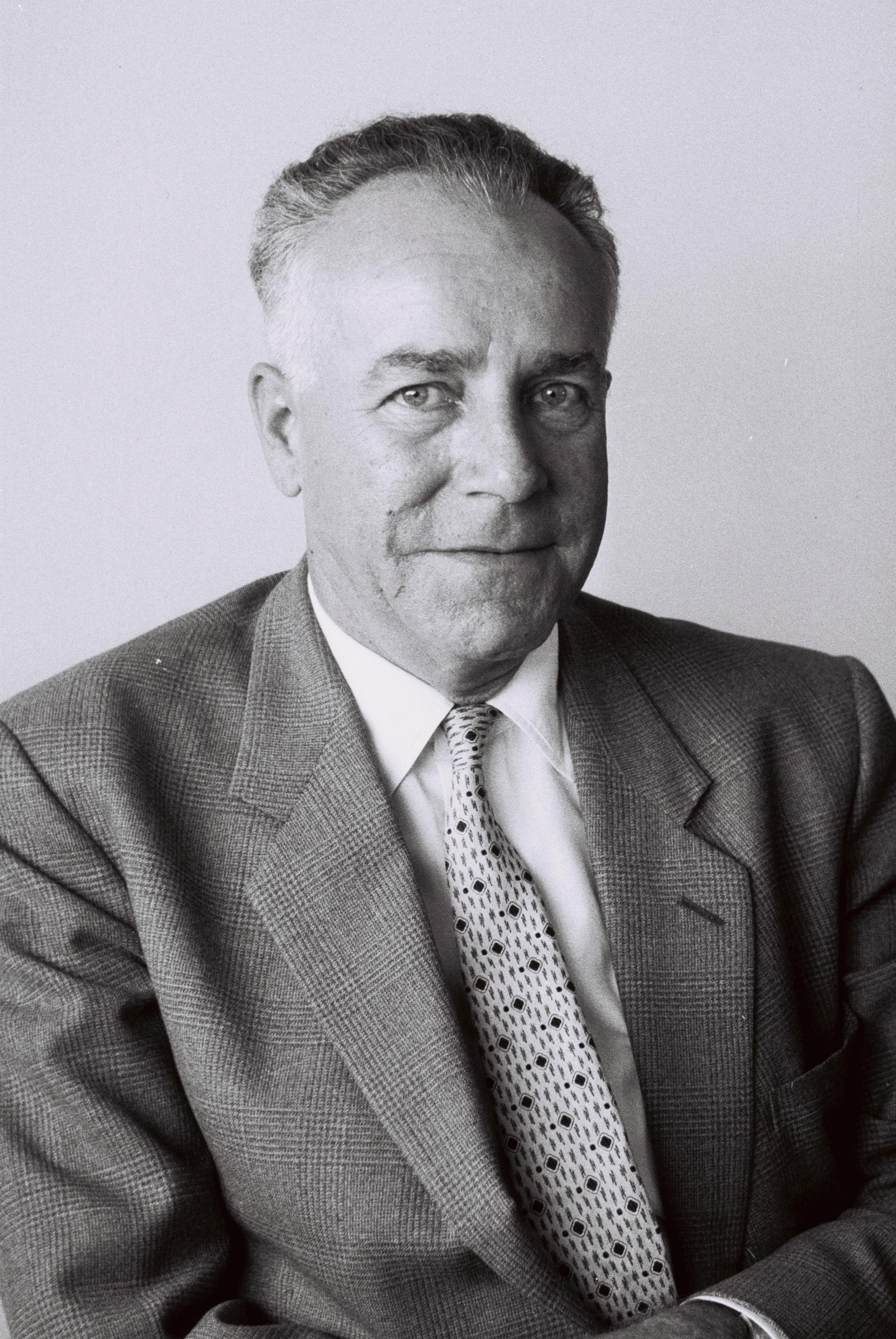
Yosef Avidar (1960)

Yosef Avidar (Geburtsname: Yosef Rochel; hebräisch יוסף אבידר; geb. 7. Mai 1906 in Kremenez, Gouvernement Wolhynien, Russisches Kaiserreich, heute: Ukraine; gest. 13. September 1995 in Jerusalem) war ein israelischer Generalmajor der Verteidigungsstreitkräfte IDF und Diplomat, der unter anderem zwischen 1949 und 1952 Kommandeur des Nordkommandos war. Er war später von 1955 bis 1958 Botschafter in der Sowjetunion sowie zwischen 1960 und 1965 Botschafter in Argentinien.

## Leben
Der als Yosef Rochel geborene Yosef Avidar, Sohn von Joshua Rochel und dessen Ehefrau Shprinza Rochel, arbeitete als Hausierer in der Ukraine. Er wanderte 1929 nach Palästina aus und schloss sich dort der zionistischen paramilitärischen Untergrundorganisation Hagana an, in der er schnell zu einem der führenden Kommandeure aufstieg. Er wurde verantwortlicher Offizier für das Versorgungsprogramm der Israel Military Industries (IMI) und entwickelte einen Plan, wonach Maschinen für eine geheime Munitionsfabrik eingeschmuggelt werden sollten. Daraufhin wurden 1938 zwölf entsprechende Industriemaschinen zum Stanzen, Bohren, Schneiden etc. von Messing in Polen erworben. Er verlor seine rechte Hand, als er den Umgang mit Granaten lernte, und erhielt den Spitznamen „der Amputierte“. Er wurde zur Behandlung nach Wien geschickt, wo er seine zukünftige Frau kennenlernte. Aufgrund der Weltlage gelang es jedoch nur, die akquirierten Maschinen bis nach Beirut einzuschiffen. In einem Lagerhaus der Hagana wurden sie für fast vier Jahre eingelagert. Mithilfe jüdischer Militärangehöriger in der britischen Armee im Mandatsgebiet gelangten die Maschinen schließlich nach Palästina. In der Folgezeit war er zuständig für Planung und Aufbau der Untergrund-Munitionsfabrik, die 1945 als Ayalon-Institut entstand und ein wichtiger Waffenlieferant der Hagana wurde. Im Juli 1947 wurde er zudem Leiter der Direktion für Technik und Logistik der Hagana und bekleidete diese Funktion auch nach der Gründung Israels am 14. Mai 1948 und der Verteidigungsstreitkräfte IDF am 31. Mai 1948 bis zu seiner Ablösung durch Monty Green im Juli 1949. Er änderte seinen Familiennamen Rochel in Avidar, ein Akronym der Namen seiner beiden Töchter.
Während der Intervention der arabischen Armeen im Palästinakrieg (15. Mai 1948 bis 20. Juli 1949) war Avidar als Brigadegeneral (Tat-Aluf) zudem Quartiermeister der IDF. Danach löste er 1949 als Generalmajor (Aluf) Mosche Karmel als Kommandeur des Nordkommandos ab und behielt dieses Kommando bis zu seiner Ablösung durch Mosche Dajan 1952. Er selbst wurde daraufhin 1952 Nachfolger von Tzvi Ayalon als Kommandeur des Zentralkommandos und hatte dieses Amt bis 1953 inne, woraufhin wiederum Tzvi Ayalon sein Nachfolger wurde. Danach wurde er am 22. Dezember 1953 Nachfolger von Mosche Dajan als stellvertretender Chef des Generalstabes, Leiter der Generalstabsabteilung (AGM) und der Operationsabteilung (AMZ) und übte diese Funktionen bis zu seiner Ablösung durch Meir Amit am 15. Februar 1955 aus.
Nach seinem Ausscheiden aus dem aktiven Militärdienst wurde Yosef Avidar 1955 Nachfolger von Schmuel Elyashiv als Botschafter in der Sowjetunion und verblieb dort bis zu seiner Ablösung durch Aria Harel. Er wurde zudem 1960 Nachfolger von Arieh Levavi als Botschafter in Argentinien und bekleidete dieses Amt bis 1965, woraufhin Mosche Alon ihn ablöste. Die Hebräische Universität Jerusalem verlieh ihm einen Ehren-Doktor der Philosophie im Fach Russlandstudien. Er starb am 13. September 1995 an den Folgen einer Lungenentzündung. Er war mit der Kinderbuchautorin Yemima Avidar-Tchernovitz verheiratet, die 1984 mit dem Israel-Preis ausgezeichnet wurde, die höchste Kulturauszeichnung des Staates Israel.

## Veröffentlichungen
- BaDerekh l’Tsahal, 1971
- La Haganá entre las dos guerras mundiales (1918–1939), Buenos Aires 1973
- La Haganá, sendero hacia el Tzahal. Desde la Segunda Guerra Mundial hasta la lucha por la independencia (1939–1948), Buenos Aires 1974
- The party and the army in the Soviet Union. Relationship between the Party and the army in the Soviet Union, 1953–1964, University Park, Pennsylvania State University Press, 1985, ISBN 978-0-271-00393-1

## Hintergrundliteratur
- Mosche Scharet: My Struggle for Peace, Volume 1 (1953–1954). The Diary of Moshe Sharett, 1953–1956, 2019, ISBN 978-0-253-03736-7 (Onlineversion (Auszug))